# إسفغنون أوروغواني
إسفغنون أوروغواني (الاسم العلمي:Sphagnum uruguayense) هو نوع من النباتات يتبع جنس الإسفغنون من الفصيلة الإسفغنونية.